# Logica non classica
Una logica non classica è un sistema formale che differisce in modo significativo dai sistemi logici standard come la logica proposizionale e predicativa. Esistono diversi modi per farlo, anche tramite estensioni o variazioni. Lo scopo di queste partenze è di rendere possibile la costruzione di diversi modelli di conseguenza logica e di verità logica. Ad esempio, una logica non classica per la fisica include caratteristiche specifiche dei sistemi fisici che non si applicano ai sistemi formali generali.
Un noto esempio di logica non classica è una logica polivalente che ammette valori di verità diversi da vero e falso. Le forme più popolari sono la logica a tre valori, inizialmente sviluppata da Jan Łukasiewicz, e la logica a valori infiniti come la logica fuzzy, che consente qualsiasi numero reale compreso tra 0 e 1 come valore di verità. Un altro esempio è la logica intuizionista che rifiuta la legge del terzo escluso, l'eliminazione della doppia negazione e parte delle leggi di De Morgan. La logica modale estende la logica classica con operatori non funzionali alla verità ("modali").